# Australomymar aurigerum
Australomymar aurigerum är en stekelart som beskrevs av Girault 1929. Australomymar aurigerum ingår i släktet Australomymar och familjen dvärgsteklar. Inga underarter finns listade.